# Landtagswahl in Lippe 1925
- KPD: 1
- SPD: 8
- DDP: 1
- Gew.bund: 1
- WV: 1
- DVP: 4
- DNVP: 6

Die Landtagswahl in Lippe vom 18. Januar 1925 war die Wahl zum 3. Landtag in Freistaat Lippe, einem Kleinstaat der Weimarer Republik. Die SPD Lippe ging aus der Wahl mit leichten Gewinnen als erneut stärkste Kraft hervor.

## Vorgeschichte
Bei der Landtagswahl in Lippe 1921 hatte die SPD ihre absolute Mehrheit verloren. Sie bildete mit der DDP und der DVP eine Koalition. An der Spitze der Landesregierung stand weiterhin Heinrich Drake.
Das Wahlergebnis 1921 lautete:
| Partei            | Stimmen absolut | Stimmen in % | Sitze |
| ----------------- | --------------- | ------------ | ----- |
| SPD               | 25.751          | 32,66 %      | 8     |
| DNVP              | 17.958          | 22,78 %      | 5     |
| DVP               | 15.435          | 19,58 %      | 4     |
| DDP               | 9034            | 11,46 %      | 2     |
| Gewerkschaftsbund | 4514            | 5,73 %       | 1     |
| KPD               | 3728            | 4,73 %       | 1     |
| USPD              | 2410            | 3,06 %       | ./.   |

Das Wahlrecht sah einen Landtag mit 21 Abgeordneten vor, die in freier, gleicher, direkter und geheimer Wahl im Verhältniswahlrecht gewählt werden sollten. Mindestalter war 20 Jahre.
Bei der Reichstagswahl Dezember 1924 hatte die SPD in Lippe erneut deutliche Verluste erlitten, die KPD hingegen 7,4 % der Stimmen erreicht. Bei der Landtagswahl 1925 konnte sich die SPD wieder spürbar erholen.

## Wahlergebnis
Die Wahlbeteiligung betrug 94,49 %, der Anteil der ungültigen Stimmen 1,88 %. Die gültigen Stimmen verteilten sich wie folgt:
| Partei                                                  | Stimmen absolut | Stimmen in % | Sitze |
| ------------------------------------------------------- | --------------- | ------------ | ----- |
| SPD                                                     | 30.144          | 34,33 %      | 8     |
| DNVP                                                    | 22.285          | 25,38 %      | 6     |
| DVP                                                     | 13.817          | 15,74 %      | 3     |
| DDP                                                     | 7.115           | 8,1 %        | 1     |
| Wirtschaftliche Vereinigung der Haus- und Grundbesitzer | 5.570           | 6,34 %       | 1     |
| Gewerkschaftsbund                                       | 4.551           | 5,18 %       | 1     |
| KPD                                                     | 3.649           | 4,16 %       | 1     |
| NSDAP                                                   | 678             | 0,77 %       | ./.   |

Die DVP hatte mit dem Zentrum eine gemeinsame Liste unter dem Namen "Deutsche Volkspartei und Zentrumspartei" aufgestellt. Die drei gewählten Abgeordneten gehörten alle der DVP an.
Die gewählten Abgeordneten finden sich in der Liste der Mitglieder des Landtages (Freistaat Lippe) (3. Wahlperiode).
SPD, DDP und DVP setzten ihre Koalition fort, die das Landespräsidium unter Heinrich Drake (SPD) bildete.

### Sozialökonomische Struktur der Abgeordneten
Der Frauenanteil der Abgeordneten betrug 6,7 %. Die weitaus überwiegende Zahl der Abgeordneten, nämlich 19 von 30, stammte aus den Städten, lediglich 36,7 % der Abgeordneten stammte aus den Landgemeinden. Mit 9 Abgeordneten oder 30 % kamen überproportional viele Abgeordnete aus Detmold. Nach Berufsgruppen ergab sich folgende Verteilung:
| Berufsgruppe           | Zahl Abgeordnete |
| ---------------------- | ---------------- |
| Selbstständige         | 7                |
| Beamte                 | 7                |
| Angestellte            | 8                |
| Arbeiter               | 4                |
| Pensionäre und Rentner | 2                |
| Sonstige               | 2                |